# Liste der Monuments historiques in Bétignicourt
Die Liste der Monuments historiques in Bétignicourt führt die Monuments historiques in der französischen Gemeinde Bétignicourt auf.

## Liste der Immobilien
| Bezeichnung                        | Beschreibung | Standort                 | Kennzeichnung | Schutzstatus | Datum | Bild |
| ---------------------------------- | ------------ | ------------------------ | ------------- | ------------ | ----- | ---- |
| Römerstraße Troyes–Naix-aux-Forges |              | südlich des Ortes (Lage) | PA00078052    | Inscrit      | 1982  |      |

## Liste der Objekte
| Bezeichnung                        | Beschreibung                                                                                    | Standort                        | Kennzeichnung | Schutzstatus | Datum | Bild |
| ---------------------------------- | ----------------------------------------------------------------------------------------------- | ------------------------------- | ------------- | ------------ | ----- | ---- |
| Kirchenfenster Taufe Christi       | aus dem 16. Jahrhundert                                                                         | in der Kirche St-Ferréol (Lage) | PM10000268    | Classé       | 1913  |      |
| Relief mit mehreren Heiligen       | Holz, 16. Jahrhundert                                                                           | in der Kirche St-Ferréol (Lage) | PM10000270    | Classé       | 1960  |      |
| Skulptur Heiliger Laurentius       | Kalkstein, farbig gefasst, 17. Jahrhundert                                                      | in der Kirche St-Ferréol (Lage) | PM10000271    | Classé       | 1974  |      |
| Hauptaltar                         | Altartisch, Retabel und Tabernakel; Holz, farbig gefasst, 17. Jahrhundert; zugehörig PM10003059 | in der Kirche St-Ferréol (Lage) | PM10003058    | Classé       | 1981  |      |
| Gemälde Darstellung des Herrn      | Ölfarbe auf Leinwand,18. Jahrhundert                                                            | in der Kirche St-Ferréol (Lage) | PM10003059    | Classé       | 1981  |      |
| Skulptur Madonna mit Kind          | Kalkstein, farbig gefasst, 17. Jahrhundert                                                      | in der Kirche St-Ferréol (Lage) | PM10003060    | Classé       | 1981  |      |
| Relief Tod eines heiligen Bischofs | Holz, 16. Jahrhundert                                                                           | in der Kirche St-Ferréol (Lage) | PM10000269    | Classé       | 1960  |      |